# Jelcza Mała
Jelcza Mała – wieś sołecka w Polsce położona w województwie świętokrzyskim, w powiecie pińczowskim, w gminie Michałów.
W latach 1975–1998 miejscowość administracyjnie należała do województwa kieleckiego.

## Historia
Jelcza r. 1395 „Gedlcza”, wieś w powiecie jędrzejowskim, parafii Wrocieryż.

W roku 1395 król Władysław potwierdza sprzedaż wsi: Obiechów, Węgrzynów ł Jasiennica. przez Goworka i Jakusza ze Słupca, Iwanowi z Karwina za 1000 grzywien, tudzież 3 zagrodników i karczmę w Jelczy.
Wieś stanowiła własność klasztoru miechowskiego (bożogrobców), wspomina ją Długosz (L.B. t.I s.32, t.III s.11 ''Jelcza Mała'', [w:] Słownik geograficzny Królestwa Polskiego, t. III: Haag – Kępy, Warszawa 1882, s. 554.)
Według spisu powszechnego z roku 1921 w Jelczy Małej było 16 domów i 111 mieszkańców.